# Thomas Graham Brown
Thomas Graham Brown FRS (generalmente conocido como T. Graham Brown; 27 de marzo de 1882 - 28 de octubre de 1965) fue un montañista y fisiólogo escocés, famoso por encontrar tres nuevas rutas por la cara este del Mont Blanc.

## Vida y trabajo académico
Graham Brown nació en Edimburgo el 27 de marzo de 1882. Su padre, el Dr. John Joseph Graham Brown, fue Presidente del Real Colegio de Médicos de Edimburgo de 1912 a 1914. Su madre era Jane Pasley Hay Thorburn. La familia vivía en el número 63 de Castle Street, en la Ciudad Nueva de Edimburgo .
Thomas estudió ciencias y medicina en la Universidad de Edimburgo, donde se licenció en Medicina en 1912 con una tesis sobre el movimiento rítmico de los animales descerebrados, a la que siguió en 1914 una licenciatura en Ciencias de la misma institución por una tesis sobre los efectos inmediatos y sucesivos de la estimulación compuesta en preparaciones espinales, antes de trasladarse a Glasgow y Liverpool. Aunque su trabajo fue ignorado durante muchos años, fue el primero en proponer un modelo semicéntrico de neuronas motoras en el que dos grupos de neuronas espinales que están organizadas recíprocamente y se inhiben mutuamente son capaces de producir un movimiento rítmico básico. Su teoría refleja el concepto ampliamente aceptado en la actualidad de generadores centrales de patrones en las neuronas motoras. Sin embargo, en aquella época, sus puntos de vista se oponían a los de su mentor, Sir Charles Scott Sherrington, que creía que los movimientos locomotores observados en animales descerebrados estaban causados por una cadena de reflejos iniciados por la retroalimentación de la propiocepción. Por el contrario, las investigaciones de Brown demostraron que, en ausencia de señales cutáneas y propioceptivas, los animales deferentes seguían siendo capaces de generar ritmos musculares alternantes. Sin que él lo supiera, su trabajo se adelantó a su tiempo y sólo causó sensación en el campo del control motor cincuenta años después de su publicación original, cuando el estudio de Lundberg y Jankowska de los años sesenta respaldó su modelo semicéntrico.
Brown sirvió en el Cuerpo Médico del Ejército Real durante la Primera Guerra Mundial. Después de la guerra, continuó su trabajo sobre la fisiología del sistema nervioso, particularmente los movimientos reflejos y la postura, y en 1920 aceptó la cátedra de Fisiología de la Universidad de Gales en Cardiff . En 1927 fue elegido miembro de la Royal Society .
Murió el 28 de octubre de 1965 y fue enterrado con sus padres en la escondida terraza sur del cementerio de Dean, al oeste de Edimburgo.

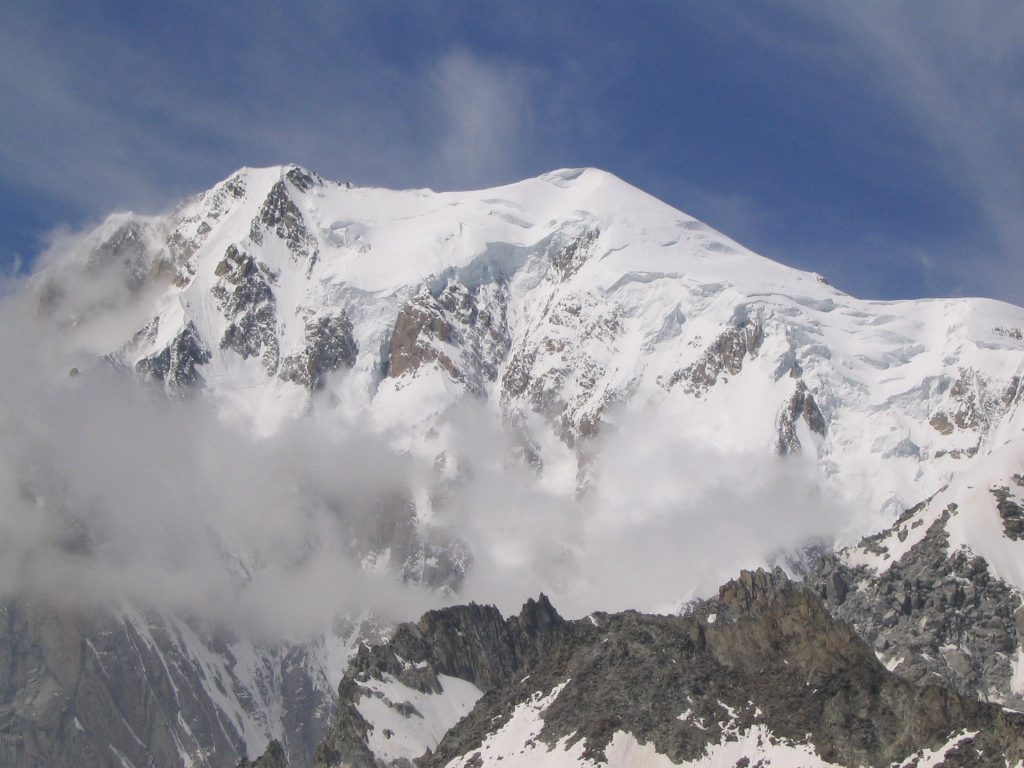
La cara este o Brenva del Mont Blanc, vista desde Pointe Helbronner

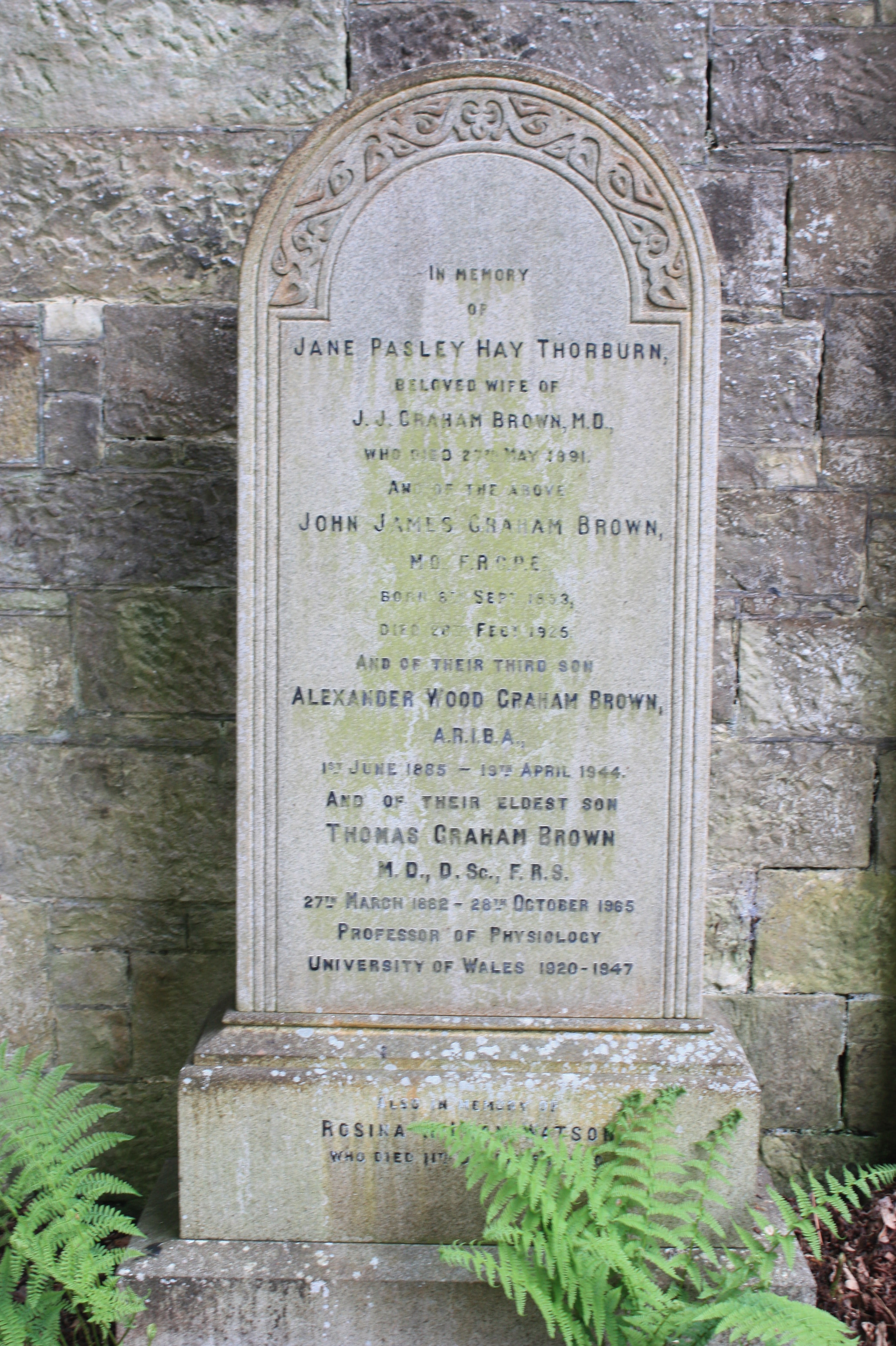
La tumba de Thomas Graham Brown, Dean Cemetery, Edimburgo

## Alpinismo
La cara este o Brenva del Mont Blanc fue el escenario de sus primeras ascensiones más famosas, sus tres nuevas rutas -la Sentinelle Rouge, la Route Major y la Pear Buttress- constituyeron "las nuevas rutas más importantes realizadas por escaladores británicos en los Alpes en los años de entreguerras". En un artículo del Alpine Journal, Graham Brown escribió

La gran cara Brenva del Mont Blanc de Courmayeur y del Mont Blanc no había sido escalada entre la línea de la ascensión de Güssfeldt a la Aiguille Blanche de Pétérey y la línea de la ruta Brenva hasta que Smythe y yo tuvimos la suerte de descubrir la ruta 'Sentinel' en 1927.

Escaló la primera de estas rutas, la Sentinelle Rouge, con Frank Smythe el 1 y 2 de septiembre de 1927. Smythe también le acompañó en la primera ascensión de la Route Major, los días 6 y 7 de agosto de 1928. Según Claire Engel, "ambas expediciones figuran entre las más notables del siglo". La tercera ruta -la Pear Buttress- ascendía por el gran contrafuerte de roca situado a la izquierda de la cara, y fue realizada por Graham Brown, junto con Alexander Graven y Alfred Aufdenblatten, el 5 de agosto de 1933.
Graham Brown fue el editor del Alpine Journal de 1949 a 1953.
En 1935, Graham Brown realizó la primera ascensión del monte Foraker de Alaska, de 5.304 m, en compañía de Charles Houston y Chychele Waterston.
En 1936, Graham Brown formó parte del equipo conjunto británico-estadounidense que realizó la primera ascensión del Nanda Devi en el Himalaya indio, aunque sólo dos del grupo, Bill Tilman y Noel Odell, lograron la cumbre.

## Legados
Graham Brown legó su colección de literatura alpina y de montañismo, compuesta por unos 20.000 ejemplares, a la Biblioteca Nacional de Escocia. Dejó su casa para uso del Club de Montañismo de la Universidad de Edimburgo. La casa original fue vendida por la Universidad de Edimburgo como parte de su venta de activos para hacer frente a las deudas en la década de 1990. Tras las protestas de los miembros de la época, la universidad bautizó con el nombre de "Graham Brown House" a un piso de un nuevo alojamiento para estudiantes; este piso sigue siendo utilizado por el club.